# 鬼歯 (農具)
鬼歯（おにば）とは、イネや麦の穂から籾を落とす（脱穀/脱粒）作業に使われる農具の一種。形状としては杵（木づち）の打面に鬼の歯のようなV字溝を刻んだものである。